# THE ROAD RACE TOKYO TAMA
THE ROAD RACE TOKYO TAMA（ザ・ロード・レース・トウキョウ・タマ）は、東京都多摩地域で行われる国際自転車ロードレース大会である。

## 概要
主催はGRAND CYCLE TOKYO 実行委員会。
2020年東京オリンピックのロードレースが多摩地域で開催されたことから、レガシーコースを活用した大会である。
第1回は2023年12月3日に開催。
第2回はUCIアジアツアー1.2クラスとして2025年7月13日に開催された。

## コース

### 2023年大会
エリート男子
富士森公園をスタートし、八王子市内を周回後、武蔵野の森公園前スタジアム通りをフィニッシュとする72.6km。
エリート女子
発着点は男子と同じであるが、八王子周回のない49.8km。

### 2025年大会
エリート男子
武蔵野の森公園をスタートし、JR青梅駅前をフィニッシュとする133.8km（青梅駅前を最初に通過後は4周回してからフィニッシュ）。
エリート女子
JR青梅駅前を発着点として周回コースを2周する33.5km。

## 歴代優勝者
| 年   | 男子優勝者                 | 女子優勝者 |
| ---- | -------------------------- | ---------- |
| 2023 | 兒島直樹                   | 渡部春雅   |
| 2025 | ロレンツォ・クアルトゥッチ | 小林あか里 |

## 中継
J SPORTS Cycle*（衛星放送・オンデマンド・YouTube）にて生中継。